# ديريك هاتفيلد
ديريك هاتفيلد هو ربان ‏ كندي، ولد في 30 أغسطس 1952 في نيوكاسل ‏ في كندا، وتوفي في 30 يوليو 2016 في نوفا سكوشا في كندا.